# 御祭神社
御祭神社（ごさいじんじゃ）は、東京都三宅村（三宅島）にある神社。
鳥居から社殿へと上がっていく途中に、満願寺（薬師堂）の堂があるため、ひとまとめで言及されることが多い。

## 概要
三宅島北西の伊豆地区の山中に鎮座している。
1月8日の例大祭（八日様）では、箱根芦ノ湖からやって来た大蛇に、事代主神 (三島大明神）が裸で立ち向かったという神話に基づく神楽が行われ、都指定の無形民俗文化財になっている。

## 祭神
- 事代主神 (三島大明神) 眷属
- 豊受大神

## 文化財
- 御祭神社の神事（都指定無形民俗文化財[3]）
- 木造薬師如来坐像（都指定有形文化財 (彫刻)[3]）